# 루퍼스 (래퍼)
루퍼스(1999년 9월 30일 ~)는 최초 대한민국의 팔씨름 선수이자 래퍼다. 2019년 싱글 《물을 뿌리고》로 정식 데뷔했다.

## 방송
- 아리랑TV 라이브온 (2022)
- 전태일힙합음악제2 (2021)본선 진출
- EBS 공감
- 하고싶은말을해라 1 (2020) - Top16
- 오버 더 톱 (2022) - Top50